# 杉菜水姬
杉菜水姫（日语：すぎな みき）是日本的原画家、插画家兼导演。有限公司グングニル的代表董事。本名为青木史生。出生于栃木县。

## 经历
原本以成为职业拳击手为目标前往东京，但约一年后因伤无法继续拳击。之后转变心态，为了实现另一个梦想“制作游戏”，在游戏专业学校学习。最初是想制作主机游戏，但在专业学校与同学的交往中，开始认为美少女游戏行业也不错。加入ミンク成为图形设计师，并在3 - 4年后首次担任《蒐集者》的原画工作。后来转至九頭龍，随后成立了有限公司グングニル，一直发展至今。

## 主要作品

### 游戏
- 蒐集者（ミンク）
- 英才狂育（九頭龍）
- カルタグラ 〜ツキ狂イノ病〜
  - カルタグラ 〜魂ノ苦悩〜（PS2移植版）
- PP -ピアニッシモ- 操リ人形ノ輪舞
- 和み匣 Innocent Greyファンディスク
- 私は私のまま、誰にでも変われる（仅限客串角色）
- 殻ノ少女
- クロウカシス 七憑キノ贄
- 虚ノ少女
- FLOWERS (※スギナミキ名义)
- 天ノ少女[2]

### 插画
- 橘真児 《Ensemble〜我的妹妹》（美少女文库） - 插画
- 水碕睦月 《カルタグラ》（游戏小说化，上下卷，Harvest Publishing） - 封面插画、插图
- 《雪白学园的愉快伙伴们 双胞胎青梅竹马向我告白了。》（广播剧CD，MUJINA） - 封面插画
- 霜月はるか 《Traumerei》（Innocent Grey） - 封面插画

### 漫画
- 殻ノ少女（《コミックメガストア》2008年10月号，短篇作品）

### 画集
- カルタグラ Art Works Disorder
- PP ピアニッシモ 操リ人形ノ輪舞 视觉指南书 ISBN 978-4861763786
- 濡烏 ISBN 978-4-8625-2699-1
- クロウカシス 七憑キノ贄 杉菜水姫艺术作品集 ISBN 978-4-8643-6071-5
- 花葬

## 广播出演
- 互联网广播 私誰ラジオ（第10回・第11回嘉宾）
- 霜月はるかのFrost Moon Cafe（第123回・第124回嘉宾）

## 脚注
1. 1 2 3 4 5  《Megami MAGAZINE 2005年9月号》第132页。
2. ↑  . Innocent Grey.   [2020-10-23]. （原始内容存档于2024-08-04）.